# 시험 성숙도 모델
시험 성숙도 모델(Testing Maturity Model, TMM)은 소프트웨어 테스팅 프로세스 성숙도 수준 측정 모델이다.

## 정의
- 일리노이 공대의 Ilene Burnstein 교수팀에 의해 1996년도에 개발된 소프트웨어 테스팅 프로세스 성숙도 모델

## 특징
- SW-CMM에 호환될 수 있도록 설계
- CMM에서의 테스트 활동에 대한 프로세스 개선 보조
- 기존의 테스팅 프로세스 성숙도 모델(ISO9000, CMM, SPICE)들중 가장 완성도 높은 모델
- 심사모델 및 절차, 심사도구, 질의서, 팀 교육등에 관한 기준 제시

## 단계 구성도
- 레벨1 : 초기
  - 테스트 프로세스가 정립되어 있지 않음

- 레벨2 : 정의
  - 테스트 정책과 목표 설정
  - 테스트 계획
  - 기초적 테스트 기술 및 방법의 규정화
  - 독립적 테스트 환경 확보 및 관리

- 레벨3 : 통합
  - 테스트 프로세스 제어 및 감시
  - 소프트웨어 생명주기 통합
  - 테스트 교육/훈련 프로그램
  - 소프트웨어 테스트 조직

- 레벨4: 관리/측정
  - 소프트웨어 품질 평가
  - 테스트 측정
  - 검토

- 레벨5: 최적화
  - 테스트 프로세스 최적화
  - 품질 제어
  - 결정 예방